# (500529) 2012 TA317
(500529) 2012 TA317 es un asteroide perteneciente al cinturón de asteroides, descubierto el 6 de octubre de 2012 por el equipo del Pan-STARRS desde el Observatorio de Haleakala, Hawái, Estados Unidos.

## Designación y nombre
Designado provisionalmente como 2012 TA317.

## Características orbitales
2012 TA317 está situado a una distancia media del Sol de 3,103 ua, pudiendo alejarse hasta 3,689 ua y acercarse hasta 2,517 ua. Su excentricidad es 0,188 y la inclinación orbital 10,73 grados. Emplea 1997,00 días en completar una órbita alrededor del Sol.

## Características físicas
La magnitud absoluta de 2012 TA317 es 16,2. 